# Рідкий водень

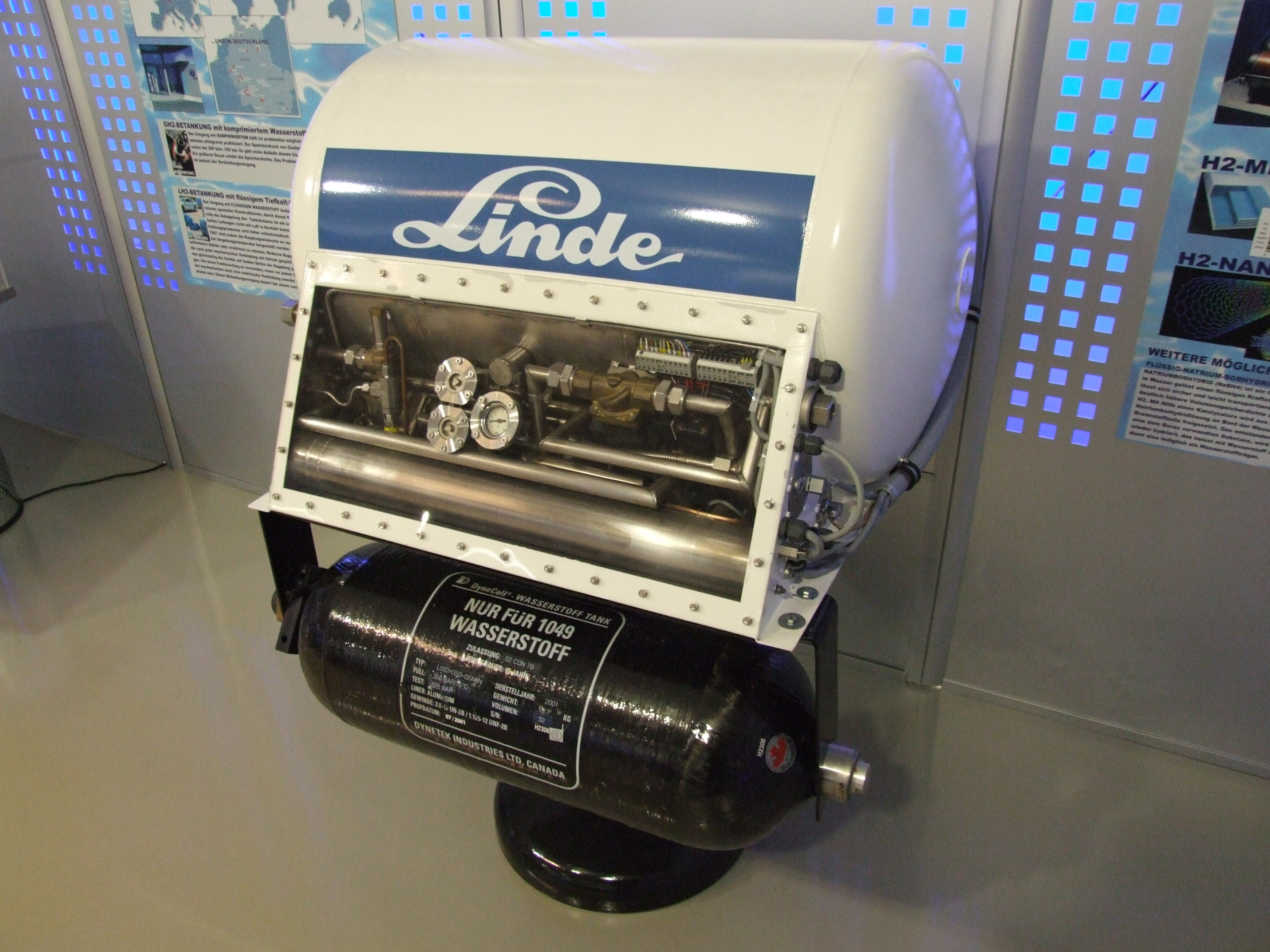
Бак для рідкого водню в Museum Autovision (Альтлусгайм, Німеччина) німецької хімічної компанії «Linde AG»

Рідкий водень (РВ) — рідкий агрегатний стан водню, із низькою густиною, − 0,07 г/см³, та кріотехнічними властивостями із точкою замерзання 14,01K (−259,14°C) і точкою кипіння 20,28K (−252,87 °C). Є безбарвною рідиною без запаху, яка при змішуванні з повітрям належить до вибухонебезпечних речовин з діапазоном рівня вогненебезпечності 4—75 %. Спінове співвідношення ізомерів в рідкому водні складає: 99,79 % — параводень; 0,21 % — ортоводень. Коефіцієнт розширення водню при зміні агрегатного стану на газоподібний складає 848:1 при 20 K.
Як і для будь-якого іншого газу, скраплення водню призводить до зменшення його об'єму. Після скраплення рідкий водень зберігається в термічно ізольованих контейнерах під тиском. Рідкий водень(англ. Liquid hydrogen, LH2, LH2) активно використовується в промисловості, як форми зберігання газу, і в космонавтиці, як ракетного палива.

## Історія
Перше задокументоване використання штучного охолодження в 1756 році було здійснено англійським вченим Вільямом Калленом, Гаспар Монж першим отримав рідкий стан діоксиду сірки в 1784 році, Майкл Фарадей першим отримав зріджений аміак, американський винахідник Оливер Еванс першим розробив холодильний компресор в 1805 році, Джейкоб Перкінс першим в США запатентував кондиціонер в 1851 році, Вернер Сіменс запропонував концепцію регенеративного охолодження в 1857 році, Карл Лінде запатентував обладнання для отримання рідкого повітря з використанням каскадного «ефекту розширення Джоуля — Томсона» і регенеративного охолодження в 1876 році. У 1885 році польський фізик і хімік Зигмунд Вроблевський опублікував критичну температуру водню 33 K, критичний тиск 13.3 атм. і точку кипіння при 23 K. Вперше водень був зріджений Джеймсом Дьюаром в 1898 році з використанням регенеративного охолодження і свого винаходу, посудини Дьюара. Перший синтез стабільного ізомеру рідкого водню — параводню — був здійснений Полом Хартеком і Карлом Бонхеффером в 1929 році.

## Спінові ізомери водню
Водень при кімнатній температурі складається на 75 % з спінового ізомеру, ортоводню. Після виробництва рідкий водень знаходиться в метастабільному стані і повинен бути перетворений в параводневу форму, для того щоб уникнути спонтанної екзотермічної реакції його перетворення, що приводить до сильного мимовільного випаровування отриманого рідкого водню. Перетворення в параводневу фазу зазвичай проводиться з використанням таких каталізаторів, як оксид заліза, оксид хрому, активоване вугілля, покритих платиною азбестів, рідкісноземельних металів або шляхом використання уранових або нікелевих добавок.

## Використання

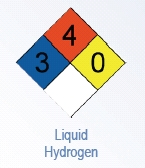
Емблема № 704 Протипожежної асоціації США для стаціонарних установок, що використовують водень.

Рідкий водень може бути використаний як форма зберігання палива для двигунів внутрішнього згоряння і паливних комірок. Різні концепти водневого транспорту були створені з використанням цієї агрегатної форми водню. Завдяки близькості конструкцій, творці техніки на «РВ» можуть використовувати або тільки модифікувати системи, що використовують зріджений природний газ («ЗПГ»). Однак через більш низької об'ємної щільності енергії для горіння потрібно більший обсяг водню, ніж природного газу. Якщо рідкий водень використовується замість «СПГ» в поршневих двигунах, зазвичай потрібно більш громіздка паливна система. При прямому впорскуванні збільшилися втрати у впускному тракті зменшують наповнення циліндрів.
Рідкий водень використовується також для охолодження нейтронів в експериментах по нейтронному розсіюванню. Маси нейтрона і ядра водню практично рівні, тому обмін енергією при пружному зіткненні найбільш ефективний.

### Переваги
Перевагою використання водню є «нульова емісія» його застосування. Продуктом його взаємодії з киснем в повітрі є вода, але в реальності — як і у випадку зі звичайними викопними енергоносіями — через наявність в повітрі молекул азоту при його горінні утворюється також незначна кількість оксидів цього газу.

### Перешкоди
Один літр «РВ» важить лише 0,07 кг. Тобто його густина складає 70,99 г/л при 20K. Рідкий водень вимагає кріогенної технології зберігання, наприклад спеціальні термічно ізольовані контейнери і вимагає особливого поводження, що властиво для всіх кріотехнічних матеріалів. У цьому він близький до рідкого кисню, але вимагає більшої обережності через пожежонебезпеку. Навіть у випадку з контейнерами з тепловою ізоляцією, його важко утримувати при тій низькій температурі, яка потрібна для його збереження в рідкому стані (зазвичай він випаровується зі швидкістю 1 % в день). При поводженні з ним також потрібно дотримуватися звичайних заходів безпеки при роботі з воднем (Воднева безпека) — він досить холодний для скраплення повітря, що вибухонебезпечно.

## Ракетне пальне
Рідкий водень є поширеним компонентом ракетного палива, яке використовується для реактивного прискорення ракет-носіїв і космічних апаратів. У більшості рідинних ракетних двигунах на водні, він спочатку застосовується для регенеративного охолодження сопла та інших частин двигуна, перед його змішуванням з окислювачем і спалюванням для отримання тяги. Сучасні двигуни що працюють на компонентах H2/O2 споживають перенасичену воднем паливну суміш, що призводить до неповного згоряння водню в вихлопі. Окрім збільшення питомого імпульсу двигуна за рахунок зменшення молекулярної ваги, це також зменшує ерозію сопла і камери згоряння.
Такі недоліки «РВ» як кріогенна природа і мала щільність є стримуючим фактором для використання його як ракетного пального. На 2009 рік існує лише одна ракета-носій (РН «Дельта-4»), яка на всіх своїх ступенях використовує як пальне «РВ». В основному «РВ» використовується або на верхніх ступенях ракет, або на блоках, які значну частину роботи з виведення корисного навантаження в космос виконують в вакуумі. Один із можливих заходів по збільшенню густини цього виду палива це використання шугоподібного водню, тобто напівзамерзлої форми «РВ».

### Водень із різними окислювачами
Дані наводяться на основі таблиць, опублікованих в США в рамках проекту збору термодинамічних данных «JANAF» (англ. Joint Army Navy Air Force, «Збірник ВМС і ВВС армії США»), які широко використовуються в цих цілях. Спочатку обчислення наводилися компанією «Рокетдайн». При цьому робилися припущення, що відбувається адіабатичне згоряння, ізоентропійне розширення в одному напрямку і має місце зміщення рівноважного стану. Крім варіанту використання водню як пальне, наводяться варіанти з використанням водню як робочого тіла, що пояснюється його невеликою молекулярною вагою. Всі дані розраховані для тиску в камері згоряння (« КЗ»), рівного 68,05 атмосфери. Останній рядок таблиці містить дані для газоподібних кисню і кисню.
| Оптимальне розширення від 68.05 атм до умов: | Оптимальне розширення від 68.05 атм до умов: | Оптимальне розширення від 68.05 атм до умов: | поверхня Землі (1 атм) | поверхня Землі (1 атм) | поверхня Землі (1 атм) | поверхня Землі (1 атм) | поверхня Землі (1 атм) | вакуума (0 атм, разширення сопла 40:1) | вакуума (0 атм, разширення сопла 40:1) | вакуума (0 атм, разширення сопла 40:1) | вакуума (0 атм, разширення сопла 40:1) | вакуума (0 атм, разширення сопла 40:1) |
| -------------------------------------------- | -------------------------------------------- | -------------------------------------------- | ---------------------- | ---------------------- | ---------------------- | ---------------------- | ---------------------- | -------------------------------------- | -------------------------------------- | -------------------------------------- | -------------------------------------- | -------------------------------------- |
| Окислювач                                    | Паливо                                       | Коментар                                     | Ve                     | r                      | Tc                     | d                      | C*                     | Ve                                     | r                                      | Tc                                     | d                                      | C*                                     |
| LOX                                          | H2                                           | поширено                                     | 3816                   | 4,13                   | 2740                   | 0,29                   | 2416                   | 4462                                   | 4,83                                   | 2978                                   | 0,32                                   | 2386                                   |
| LOX                                          | H2-Be 49/51                                  |                                              | 4498                   | 0,87                   | 2558                   | 0,23                   | 2833                   | 5295                                   | 0,91                                   | 2589                                   | 0,24                                   | 2850                                   |
| LOX                                          | CH4/H2 92.6/7.4                              |                                              | 3126                   | 3,36                   | 3245                   | 0,71                   | 1920                   | 3719                                   | 3,63                                   | 3287                                   | 0,72                                   | 1897                                   |
| F2                                           | H2                                           |                                              | 4036                   | 7,94                   | 3689                   | 0,46                   | 2556                   | 4697                                   | 9,74                                   | 3985                                   | 0,52                                   | 2530                                   |
| F2                                           | H2-Li 65,2/34,0                              |                                              | 4256                   | 0,96                   | 1830                   | 0,19                   | 2680                   |                                        |                                        |                                        |                                        |                                        |
| F2                                           | H2-Li 60,7/39,3                              |                                              |                        |                        |                        |                        |                        | 5050                                   | 1,08                                   | 1974                                   | 0,21                                   | 2656                                   |
| OF2                                          | H2                                           |                                              | 4014                   | 5,92                   | 3311                   | 0,39                   | 2542                   | 4679                                   | 7,37                                   | 3587                                   | 0,44                                   | 2499                                   |
| F2/O2 30/70                                  | H2                                           |                                              | 3871                   | 4,80                   | 2954                   | 0,32                   | 2453                   | 4520                                   | 5,70                                   | 3195                                   | 0,36                                   | 2417                                   |
| GOX                                          | GH2                                          |                                              | 3997                   | 3,29                   | 2576                   | -                      | 2550                   | 4485                                   | 3,92                                   | 2862                                   | -                                      | 2519                                   |

| У таблиці використані позначення: | r  | [-]     | — масове співвідношення суміші « окислювач / паливо »; |
| У таблиці використані позначення: | Ve | [м/с]   | — середня швидкість вильоту газів;                     |
| У таблиці використані позначення: | C* | [м/с]   | — характеристича швидкість;                            |
| У таблиці використані позначення: | Tc | [°C]    | — температура в КЗ;                                    |
| У таблиці використані позначення: | d  | [г/см³] | — середня щільність палива і окислювача;               |

при цьому «Ve» є тою ж одиницею, що і питомий імпульс, але приведена до розмірності швидкості [Н*с/кг], а «C*» обчислюється шляхом множення тиску в камері згоряння на коефіцієнт розширення площі сопла і подальшого поділу на масова витрата палива і окислювача, що дає приріст швидкості на одиницю маси.

## Небезпека
Рідкий водень досить небезпечний для людини. Попадання «РК» на шкіру може викликати обмороження, а вдихання парів привести до набряку легенів.